# 中共苏区中央局
中共苏区中央局是中国共产党负责中央苏区的领导机构。“中央局是苏区的最高权力机关，管理苏区的地方政府和党委的行政”。

## 历史
1930年8月26日，周恩来在中央总行动委员会主席团会议上，提议在苏维埃区域建立中央局，同时建立革命军事委员会主持一切军事工作。8月28日，中央总行动委员会主席团会议决定朱德任全国红军总司令。1930年9月24日─28日中共中央六届三中全会结束后，1930年10月政治局决定成立苏区中央局，书记周恩来；在苏维埃区域成立中央革命军事委员会。由于周恩来还负责指导全国各苏区和红军，在上海的中共中央的工作离不开周恩来，所以书记由先去苏区的项英代理。
1931年初，中共中央纠正立三路线，王明掌权；项英进入中央苏区，成为苏区中央局代理书记。1931年1月15日，在宁都县小布成立中华苏维埃中央革命军事委员会，主席项英，副主席毛泽东、朱德。辖赣西南特委（赣南特委、赣东特委、永吉泰特委）后改为江西临时省委与江西省委、闽粤赣边特委（后为闽粤临时省委、福建省委、福建临时省委、福建省委）、粤赣省委、赣南省委、闽赣省委、湘赣省委、湘鄂赣特委（湘鄂赣省委）、直属县委（瑞金县委、长胜县委、太雷县委、西江县委）等。“负责管理全国苏维埃区域内各级党部，指导全国苏维埃区域内党的工作。”
因为项英在对富田事变的定性上与在上海的中共中央违逆，再加上项英军事上弱一些，改由毛泽东代理苏区中央局书记。中共中央政治局派任弼时、王稼祥、顾作霖三人组成中央代表团，前往中央苏区全权处理富田事变。4月中旬，中央代表团来到宁都青塘。4月17日，苏区中央局第一次扩大会议在青塘继续召开。1931年9月，中央局迁至瑞金叶坪。
1931年11月1日至5日，在瑞金县叶坪村，苏区中央局召开了中共苏区第一次代表大会（赣南会议）。大会贯彻执行了王明“左”倾教条主义错误，批评了毛泽东的“狭隘经验论”。
周恩来通过秘密交通，于1931年12月底抵达瑞金，正式就任苏区中央局书记。1932年1月中旬，在瑞金叶坪召开中共苏区中央局主要成员会议，报告三次反围剿战爭的情况和九一八事变后的全国形势。毛泽东不同意红军进攻赣州，苏区中央局批评毛泽东是“典型的右倾机会主义”等。毛泽东沉默，一言不发。会议陷入僵局，中途更换主持人。会后不久，毛泽东便辞去苏区中央局代理书记职务，向苏区中央局请病假，退隐到瑞金城郊的东华山古庙养病。
1933年1月，中共临时中央政治局成员博古、张闻天由上海迁入中央苏区，对外有时沿用苏区中央局名义。1934年1月，中共六届五中全会在瑞金召开，中共苏区中央局正式结束。 
1934年10月长征前夕，由项英、陈毅、陈潭秋、贺昌、瞿秋白等组成中共苏区中央分局，后又增加邓子恢、张鼎丞、谭震林等7人。书记项英，组织部长陈潭秋，宣传部长瞿秋白，领导中央苏区各省委：江西省委、福建省委、闽赣省委、赣南省委、瑞西特委、赣粤边特委、闽西南军政委员会，及湘赣省委、湘鄂赣省委和闽浙赣省委。“以统一领导中央根据地和其他根据地的党政军工作，保卫革命根据地，继续坚持斗争。”1935年3月，中共苏区中央分局移至广东南雄。1937年冬，中共苏区中央分局结束，设立中共中央东南分局。

## 组成人员
1931年1月15日，在中央苏区宁都小布成立中共苏区中央局。
- 书记周恩来（在上海未到任），项英代理书记/1931年10月11日毛泽东代理书记/1931年11月5日项英代理书记/1931年12月底周恩来/1932年7月21日任弼时代理书记
- 委员：周恩来、项英、毛泽东、朱德、任弼时、余飞、曾山及湘赣边特委1名（待定）、共青团中央1人（待定，后安排顾作霖）。
- 1931年4月排名：周恩来（在上海），项英（代理书记），任弼时，毛泽东，王稼祥，朱德，顾作霖，邓发。[3]1931年7月8日任弼时给中央报告，称当时的苏区中央局“只有任弼时、王稼祥和项英三个人”，其他人都在前方作战不能管事，所以请中央加派人手。
- 1931年7月，闽粤赣边特委书记兼军委会书记邓发赴中央苏区并成为中共苏区中央局委员，担任红军总司令部政治保卫处处长.
- 1931年8月30日，中共中央《关于中央苏区组织问题的决议》：“中央局的成分以派去的邓发同志与现在苏区的项英、毛泽东、朱德、任弼时、王稼祥、顾作霖七同志共同组织。”
- 组织部部长任弼时（中央局副书记兼）
- 宣传部部长顾作霖